# Дистимия
Дистими́я, или дистими́ческое расстро́йство (от др.-греч. δυσθυμία — «уныние, подавленность, печаль»), — хроническое расстройство настроения с теми же когнитивными и физическими проблемами, что и депрессия, но менее тяжёлое и более продолжительное. В DSM-IV указывалось, что симптомы должны быть недостаточными для постановки диагноза «большого депрессивного расстройства», но в новой редакции DSM-5 этот пункт упразднён. Диагноз дистимии может быть установлен, только если расстройство продолжается не менее 2 лет.
В Международной классификации болезней 10-го пересмотра (МКБ-10) расстройство носило название «дистимия», но в МКБ-11 было переименовано в «дистимическое расстройство» (англ. dysthymic disorder с кодом 6A72). Термин «дистимия» был создан психиатром Робертом Спитцером для замены термина «невротическая депрессия» или «депрессивный невроз». До появления термина «дистимическое расстройство» это заболевание также иногда называлось неврастенией и психастенией. В американской классификации DSM-5 (2013) дистимия стала называться «устойчивым депрессивным расстройством» (англ. persistent depressive disorder). Данное расстройство названо «амальгамой» хронического большого депрессивного расстройства и дистимического расстройства. Причина объединения данных расстройств в том, что нет научных доказательств существования значимых различий между этими двумя состояниями.
Дистимия чаще всего начинается в молодом возрасте, хотя начало может быть в среднем и инволюционном возрасте. Иногда больной дистимией получает правильный диагноз лишь через много лет после начала заболевания. Если дистимия начинается уже в детстве, больной считает, что депрессивные симптомы являются чертой его характера, и он не говорит об этих симптомах врачам, а также близким людям и друзьям. Установку диагноза затрудняет также то, что в ряде случаев дистимия появляется одновременно с иными психическими расстройствами, которые «перекрывают» дистимические симптомы.

## Диагностика дистимии

### DSM
Руководство по диагностике и статистике психических расстройств DSM-5 указывает на следующие критерии, необходимые для установления диагноза дистимии:

A. В течение двух или более лет бо́льшую часть времени больной жалуется на сниженное настроение или проявляет признаки пониженного настроения.
B. Во время эпизодов пониженного настроения наблюдаются два или более из следующих симптомов:
1. сниженный аппетит или переедание;
2. бессонница или гиперсомния;
3. усталость или недостаток энергии;
4. сниженная самооценка;
5. сниженная концентрация внимания или затруднения в принятии решений;
6. пессимизм или чувство безнадёжности;

С. В течение последних двух лет (1 год для детей и подростков) критерии A и B не отсутствовали более чем два месяца подряд.
D. Критерии для большого депрессивного расстройства могут постоянно присутствовать в течение 2 лет.
E. Никогда не наблюдалось признаков маниакального эпизода или гипомании, и никогда не было соответствия критериям циклотимии.
F. Расстройство не объясняется лучше шизоаффективным расстройством, шизофренией, бредовым расстройством или другим неуточнённым расстройством шизофренического спектра и другим психотическим расстройством.
G. Эти симптомы не связаны с физиологическими эффектами веществ (наркотиков или лекарств, допускающих злоупотребление) и не вызваны другим медицинским состоянием (например, гипотиреозом).
H. Указанные симптомы вызывают значительные негативные последствия в социальной и профессиональной области, влияют на академическую успеваемость индивида или на какие-либо другие важные для него сферы его жизни.

### МКБ
Диагноз дистимии (F34.1) по международной классификации болезней 10-го пересмотра ставится при соответствии состояния следующим критериям:

A) постоянная или постоянно возвращающаяся депрессия на протяжении не менее 2 лет; периоды нормального настроения длятся реже, чем несколько недель, а в промежутках гипоманиакальные эпизоды отсутствуют;
B) депрессивные эпизоды совсем или за редким исключением не соответствуют критериям рекуррентного депрессивного расстройства лёгкой степени (F33.0);
C) по крайней мере при некоторых периодах депрессии состояние характеризуется тремя и более из следующих признаков —
1. снижение энергии и активности;
2. бессонница;
3. потеря уверенности в себе или чувство неполноценности;
4. сложность в концентрации;
5. слезливость;
6. потеря интереса или удовольствия от секса и других приятных занятий;
7. чувство безнадёжности и отчаяния;
8. ощущение неспособности справиться с рутинными требованиями повседневной жизни;
9. пессимистическое восприятие будущего или погружённость в раздумья над прошлым;
10. социальная самоизоляция;
11. меньшая разговорчивость, чем обычно.

Включаются:
- хроническая тревожная депрессия;
- депрессивный невроз;
- депрессивное расстройство личности;
- невротическая депрессия (длительностью более 2 лет).

Исключаются:
- тревожная депрессия (лёгкая или неустойчивая) (F41.2);
- реакция утраты, длящаяся менее 2 лет (пролонгированная депрессивная реакция) (F43.21);
- резидуальная шизофрения (F20.5хх).

## Клиническая картина и течение заболевания
Типичными симптомами дистимии являются сниженное настроение, сниженная самооценка и недостаточная способность получать удовольствие (ангедония).
Раннее возникновение дистимии (до 21 года) приводит к более частым рецидивам и большему количеству сопутствующих симптомов.
После трёх лет без лечения к дистимии могут присоединиться более выраженные депрессии. В подобных случаях говорят о двойных депрессиях, которые в течение жизни наблюдаются более чем у  двух третей больных дистимией.
Варианты течения дистимии:
1. Дистимия с единственным большим депрессивным эпизодом (двойная депрессия).
2. Дистимия с повторными большими депрессивными эпизодами (двойная депрессия).
3. Дистимия без большого депрессивного эпизода («чистая» дистимия).

Как минимум 75 % больных дистимией имеют также какое-либо хроническое заболевание органического характера или какое-либо психологическое расстройство. Возможны сочетания дистимии со следующими расстройствами:
- Паническая атака,
- Генерализованная тревога,
- Социофобия,
- Конверсионные расстройства,
- Соматические заболевания (вторичная дистимия),
- Наркотическая зависимость,
- Алкоголизм[12].

Те, кто страдает дистимией, подвержен повышенному риску возникновения большого депрессивного расстройства.

## Основные типы дистимии

### Соматизированная (катестетическая) дистимия
При соматизированной дистимии характерны жалобы на общее плохое самочувствие, сердцебиения, одышку, запоры, слезливость, плохой сон с частыми пробуждениями. Сниженное настроение обычно слабо выражено с преобладанием тревоги. Нередко телесные ощущения перекрываются расстройствами настроения с формированием общих симптомов. При этом подавленность, тоскливость приобретают физикальный оттенок (жжение в области гортани или кишечника, «леденящий холод» «под ложечкой»).
На первых этапах интенсивность сниженного настроения, а также тревожное опасение за своё здоровье колеблются в связи с меняющимися условиями жизни.
В дальнейшем внешние события всё меньше сказываются на динамике клинических проявлений. При этом либо на первый план выступают явления астении (тревога и беспокойство замещаются снижением активности, физическим бессилием, а напряжённость — вялостью), либо, наоборот, расширяется круг аномальных телесных ощущений, обостряется самонаблюдение.

### Характерологическая (характерогенная) дистимия
Синоним: конституционально-депрессивный тип личности по П. Б. Ганнушкину. В клинической картине преобладают стойкие, сохраняющиеся на протяжении жизни расстройства в виде ангедонии, склонности к «хандре», пессимизма, мыслей о бессмысленности жизни. С годами постепенно формируется депрессивное мировоззрение, в центре которого лежит «комплекс неудачника».
Как указывает П. Б. Ганнушкин, «картина мира как будто покрыта для них траурным флёром, жизнь кажется бессмысленной, во всём они отыскивают только мрачные стороны. Это — прирождённые пессимисты. Всякое радостное событие сейчас же отравляется для них мыслью о непрочности радости, от будущего они не ждут ничего, кроме несчастья и трудностей, прошлое же доставляет только угрызения совести по поводу действительных или мнимых ошибок, сделанных ими. Они чрезвычайно чувствительны ко всяким неприятностям, иной раз очень остро реагируют на них, а кроме того, какое-то неопределённое чувство тяжести на сердце, сопровождаемое тревожным ожиданием несчастья, преследует постоянно многих из них. … Вечно угрюмые, мрачные, недовольные и малоразговорчивые, они невольно отталкивают от себя даже сочувствующих им лиц. … Во внешних их проявлениях, в движениях, в мимике большею частью видны следы какого-то заторможения: опущенные черты лица, бессильно повисшие руки, медленная походка, скупые, вялые жесты, — от всего этого так и веет безнадёжным унынием. Какая бы то ни было работа, деятельность по большей части им неприятна, и они скоро от неё утомляются. Кроме того, в сделанном они замечают преимущественно ошибки, а в том, что предстоит — столько трудностей, что в предвидении их невольно опускаются руки. К тому же большинство из них обычно неспособно к продолжительному волевому напряжению и легко впадает в отчаяние. Всё это делает их крайне нерешительными и неспособными ни к какой действенной инициативе. Интеллектуально такого рода люди часто стоят очень высоко, хотя, большею частью, умственная работа окрашена для них неприятно, сопровождаясь чувством большого напряжения…»
Следует уточнить, что в настоящее время подвергается сомнению идея о том, что склонность к депрессии является чертой характера или особенностью темперамента индивида. Предполагается, что на самом деле имеет место хроническое депрессивное или дистимическое расстройство, возникшее в детстве под влиянием внешних факторов.

## Эпидемиология
По оценкам разных авторов распространённость дистимии колеблется от 3,1 % до 6 % (Allen Frances, 1993), средняя цифра составляет 4,5-5 %.
Заболевание обычно начинается в подростковом возрасте и чаще встречается у женщин.

## Лечение дистимии
Психофармакотерапия дистимии включает использование традиционных трициклических антидепрессантов (ТЦА): имипрамина (мелипрамин), амитриптилин, кломипрамина (анафранил). В последнее время при терапии дистимических состояний всё чаще применяют селективные ингибиторы обратного захвата серотонина (СИОЗС). Показана эффективность нового обратимого ингибитора МАО типа А (ОИМАО-А) — моклобемида (Аурорикса), обнаруживающего лечебный эффект, эквивалентный действию ТЦА. Кроме психофармакотерапии, большое значение уделяется психотерапии (в частности когнитивной терапии, показавшей наибольшую эффективность в лечении аффективных расстройств). Как добавление к индивидуальной психотерапии полезна групповая терапия или группы поддержки, которые позволяют больному развить навыки межличностного общения и ассертивность, а также повысить уверенность в себе.

## Профилактика
Поскольку дистимическое расстройство иногда возникает уже в детстве, важным средством профилактики является своевременное обнаружение симптомов дистимии у детей. Полезно также повышать уровень самоуважения ребёнка и учить его оставаться спокойным в стрессовых ситуациях.